# Bärenthal
Bärenthal es un municipio alemán en el distrito de Tuttlingen en Baden-Wurtemberg. Está ubicado en el valle del río Bära. La aldea fue mencionada por vez primera en un documento escrito del año 1092.